# 2004-es Formula–1 kanadai nagydíj
A kanadai nagydíj volt a 2004-es Formula–1 világbajnokság nyolcadik futama, amelyet 2004. június 13-án rendeztek meg a kanadai Circuit Gilles Villeneuve-ön, Montréalban.

## Időmérő edzés
Ralf Schumacher volt a leggyorsabb az időmérő edzésen, mellőle Jenson Button rajtolhatott, még Michael Schumacher csak a hatodik helyet szerezte meg a kvalifikáción.
| Helyezés | Versenyző             | Csapat/Motor     | Idő        | Különbség |
| -------- | --------------------- | ---------------- | ---------- | --------- |
| 1        | Ralf Schumacher       | Williams-BMW     | 1:12.275   | –         |
| 2        | Jenson Button         | BAR-Honda        | 1:12.341   | + 0.066   |
| 3        | Jarno Trulli          | Renault          | 1:13.023   | + 0.748   |
| 4        | Juan Pablo Montoya    | Williams-BMW     | 1:13.072   | + 0.797   |
| 5        | Fernando Alonso       | Renault          | 1:13.308   | + 1.033   |
| 6        | Michael Schumacher    | Ferrari          | 1:13.355   | + 1.080   |
| 7        | Rubens Barrichello    | Ferrari          | 1:13.562   | + 1.287   |
| 8        | Kimi Räikkönen        | McLaren-Mercedes | 1:13.595   | + 1.320   |
| 9        | David Coulthard       | McLaren-Mercedes | 1:13.681   | + 1.406   |
| 10       | Christian Klien       | Jaguar-Cosworth  | 1:14.542   | + 2.267   |
| 11       | Giancarlo Fisichella† | Sauber-Petronas  | 1:14.674   | + 2.399   |
| 12       | Cristiano da Matta    | Toyota           | 1:14.851   | + 2.576   |
| 13       | Olivier Panis         | Toyota           | 1:14.891   | + 2.616   |
| 14       | Mark Webber           | Jaguar-Cosworth  | 1:15.148   | + 2.873   |
| 15       | Nick Heidfeld         | Jordan-Ford      | 1:15.321   | + 3.046   |
| 16       | Timo Glock            | Jordan-Ford      | 1:16.323   | + 4.048   |
| 17       | Szató Takuma          | BAR-Honda        | 1:17.004   | + 4.729   |
| 18       | Baumgartner Zsolt*    | Minardi-Cosworth | 1:17.064   | + 4.789   |
| 19       | Felipe Massa          | Sauber-Petronas  | idő nélkül |           |
| 20       | Gianmaria Bruni*      | Minardi-Cosworth | idő nélkül |           |

* Baumgartner Zsolt és Gianmaria Bruni tízhelyes rajtüntetést kapott motorcsere miatt.

## Futam
A versenyen többször változott az élen autózó neve, ám végül Michael Schumachert intették le elsőként. Ralf Schumacher ért célba másodikként, de a futam utáni ellenőrzésen a Williams és a Toyota csapat versenyzőit szabálytalan fékvezetékek használata miatt kizárták. Ralf Schumacher így a második, Juan Pablo Montoya az ötödik, Cristiano da Matta a nyolcadik, Olivier Panis pedig a tizedik helyétől volt kénytelen megválni. A megváltozott sorrendben így Rubens Barrichello második, Jenson Button harmadik, Giancarlo Fisichella negyedik, Kimi Räikkönen ötödik, David Coulthard hatodik, az első Formula–1-es futamán induló Timo Glock hetedik, Nick Heidfeld pedig a nyolcadik lett.
| Helyezés | Rajtszám | Versenyző            | Csapat/Motor     | Futott kör | Idő/Kiesés oka | Rajthely | Pont |
| -------- | -------- | -------------------- | ---------------- | ---------- | -------------- | -------- | ---- |
| 1        | 1        | Michael Schumacher   | Ferrari          | 70         | 1h28:24.803    | 6        | 10   |
| 2        | 2        | Rubens Barrichello   | Ferrari          | 70         | + 5.108        | 7        | 8    |
| 3        | 9        | Jenson Button        | BAR-Honda        | 70         | + 20.409       | 2        | 6    |
| 4        | 11       | Giancarlo Fisichella | Sauber-Petronas  | 69         | + 1 kör        | 11       | 5    |
| 5        | 6        | Kimi Räikkönen       | McLaren-Mercedes | 69         | + 1 kör        | 8        | 4    |
| 6        | 5        | David Coulthard      | McLaren-Mercedes | 69         | + 1 kör        | 9        | 3    |
| 7        | 19       | Timo Glock           | Jordan-Ford      | 68         | + 2 kör        | 16       | 2    |
| 8        | 18       | Nick Heidfeld        | Jordan-Ford      | 68         | + 2 kör        | 15       | 1    |
| 9        | 15       | Christian Klien      | Jaguar-Cosworth  | 67         | + 3 kör        | 10       |      |
| 10       | 21       | Baumgartner Zsolt    | Minardi-Cosworth | 66         | + 4 kör        | 18       |      |
| Ki       | 12       | Felipe Massa         | Sauber-Petronas  | 62         | Baleset        | 17       |      |
| Ki       | 10       | Szató Takuma         | BAR-Honda        | 48         | Motorhiba      | 20       |      |
| Ki       | 8        | Fernando Alonso      | Renault          | 44         | Kardántengely  | 5        |      |
| Ki       | 20       | Gianmaria Bruni      | Minardi-Cosworth | 30         | Váltóhiba      | 19       |      |
| Ki       | 14       | Mark Webber          | Jaguar-Cosworth  | 6          | Felfüggeztés   | 14       |      |
| Ki       | 7        | Jarno Trulli         | Renault          | 0          | Váltóhiba      | 3        |      |
| Kiz      | 4        | Ralf Schumacher      | Williams-BMW     | 70         | + 1.062        | 1        |      |
| Kiz      | 3        | Juan Pablo Montoya   | Williams-BMW     | 70         | + 21.200       | 4        |      |
| Kiz      | 16       | Cristiano da Matta   | Toyota           | 69         | + 1 kör        | 12       |      |
| Kiz      | 17       | Olivier Panis        | Toyota           | 69         | + 1 kör        | 13       |      |

## A világbajnokság élmezőnyének állása a verseny után
| H  | Versenyzők         | Pont | H  | Konstruktőrök   | Pont |
| -- | ------------------ | ---- | -- | --------------- | ---- |
| 1. | Michael Schumacher | 70   | 1. | Ferrari         | 124  |
| 2. | Rubens Barrichello | 54   | 2. | Renault         | 61   |
| 3. | Jenson Button      | 44   | 3. | BAR-Honda       | 52   |
| 4. | Jarno Trulli       | 36   | 4. | Williams-BMW    | 36   |
| 5. | Fernando Alonso    | 25   | 5. | Sauber-Petronas | 15   |

## Statisztikák
Vezető helyen:
- Ralf Schumacher: 29 (1–14 / 19–32 / 47)
- Fernando Alonso: 2 (15–16)
- Michael Schumacher: 39 (17–18 / 33–46 / 48–70)

Michael Schumacher 77. (R) győzelme, Ralf Schumacher 5. pole-pozíciója, Rubens Barrichello 12. leggyorsabb köre.
- Ferrari 174. győzelme.
- Giorgio Pantanót ezen a versenyen személyes okokból Timo Glock helyettesítette, aki első Formula–1-es versenyén pontot szerzett.
- A Williams és a Toyota csapat versenyzőit (Ralf Schumachert és Juan Pablo Montoyát, akik a második illetve az ötödik helyen értek célba, valamint Cristiano da Mattát és Olivier Panist, akik a nyolcadik illetve a tizedik helyen végeztek) a futam után szabálytalan fékvezetékek használata miatt kizárták.
- A Toyota csapat kizárásával Nick Heidfeld és Timo Glock is pontot szerzett.